# Lac de Salanfe
Pour les articles homonymes, voir Salanfe (homonymie).
Le lac de Salanfe est un lac de retenue de Suisse.

## Localisation

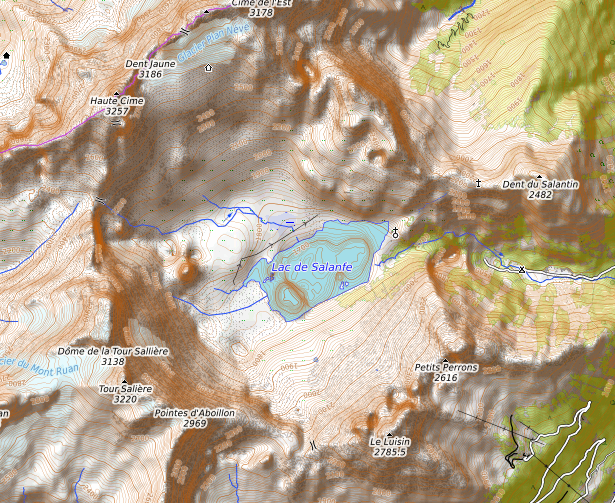
Carte topographique du lac.

Ce lac est situé dans la commune d’Evionnaz, dans le canton du Valais à une altitude de 1 925 mètres. Situé au pied des Dents du Midi, il est possible d'y accéder à pied depuis Salvan.
Cette retenue de la rivière la Salanfe a diminué la quantité d'eau arrivant sur la cascade de la Pissevache.

## Barrage
Le lac de Salanfe est artificiel, son barrage alimente la centrale de Miéville. Le barrage est à 1 925 mètres d'altitude. C'est un barrage poids de 52 m de haut, construit de 1947 à 1950. L’eau du lac de retenue provient des bassins versants de la Salanfe et de la Saufla, dont l’eau est amenée au barrage par une galerie de 4 km.
Sous l’effet du gel, des « déformations irréversibles » du barrage se sont produites, résultant d’un gonflement du béton. Des travaux ont eu lieu en 2012-2013,.

## Galerie

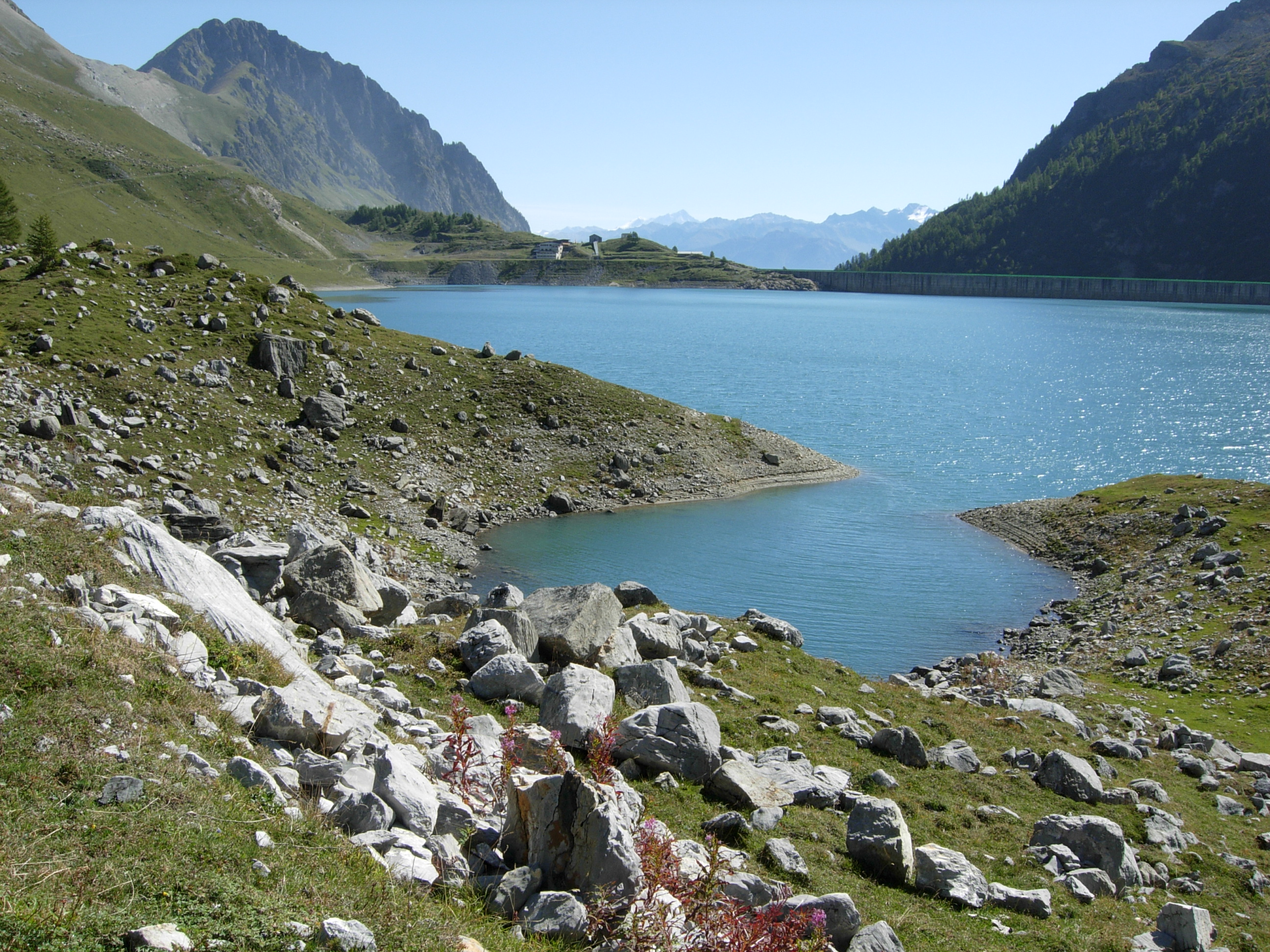
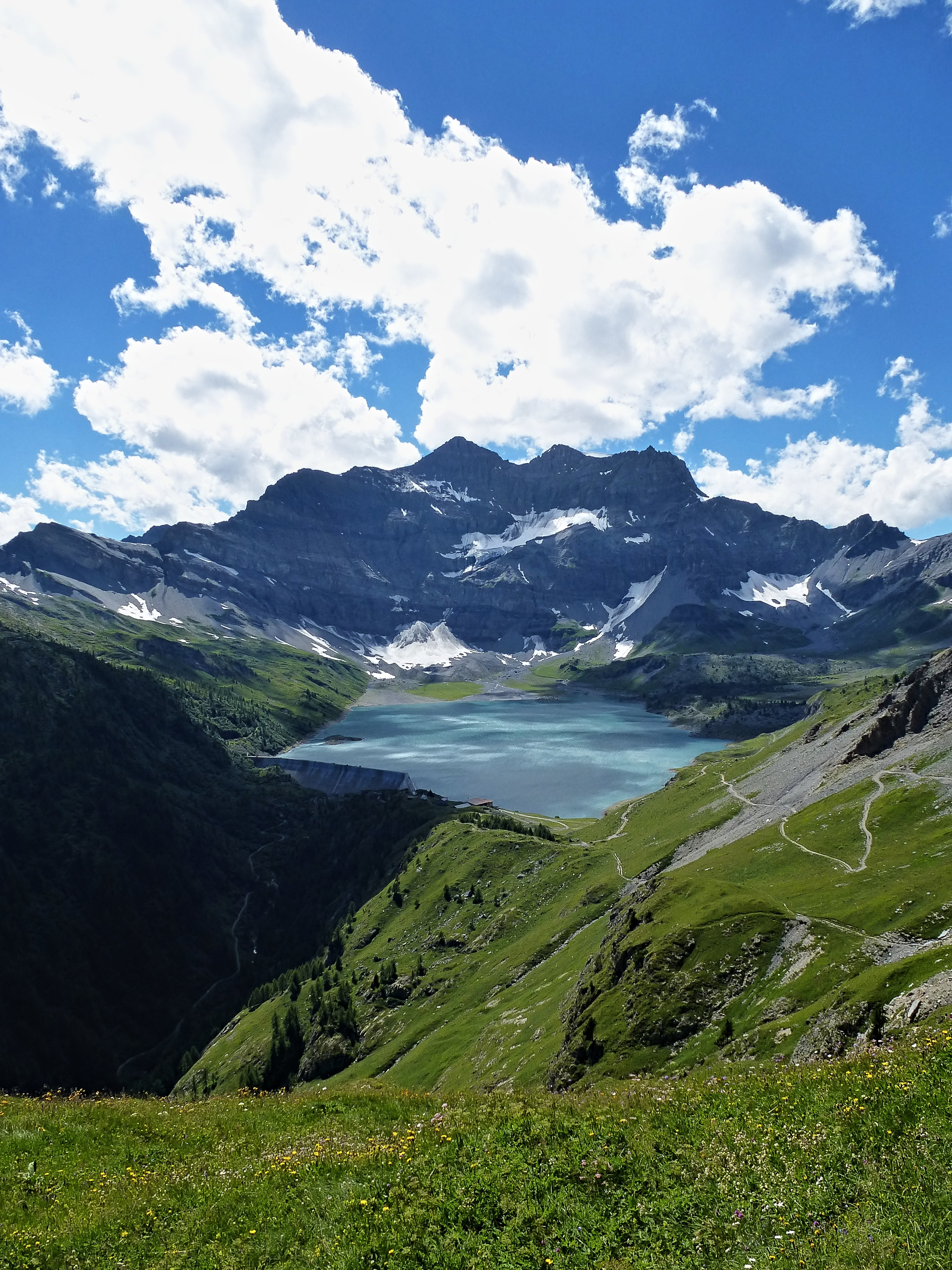
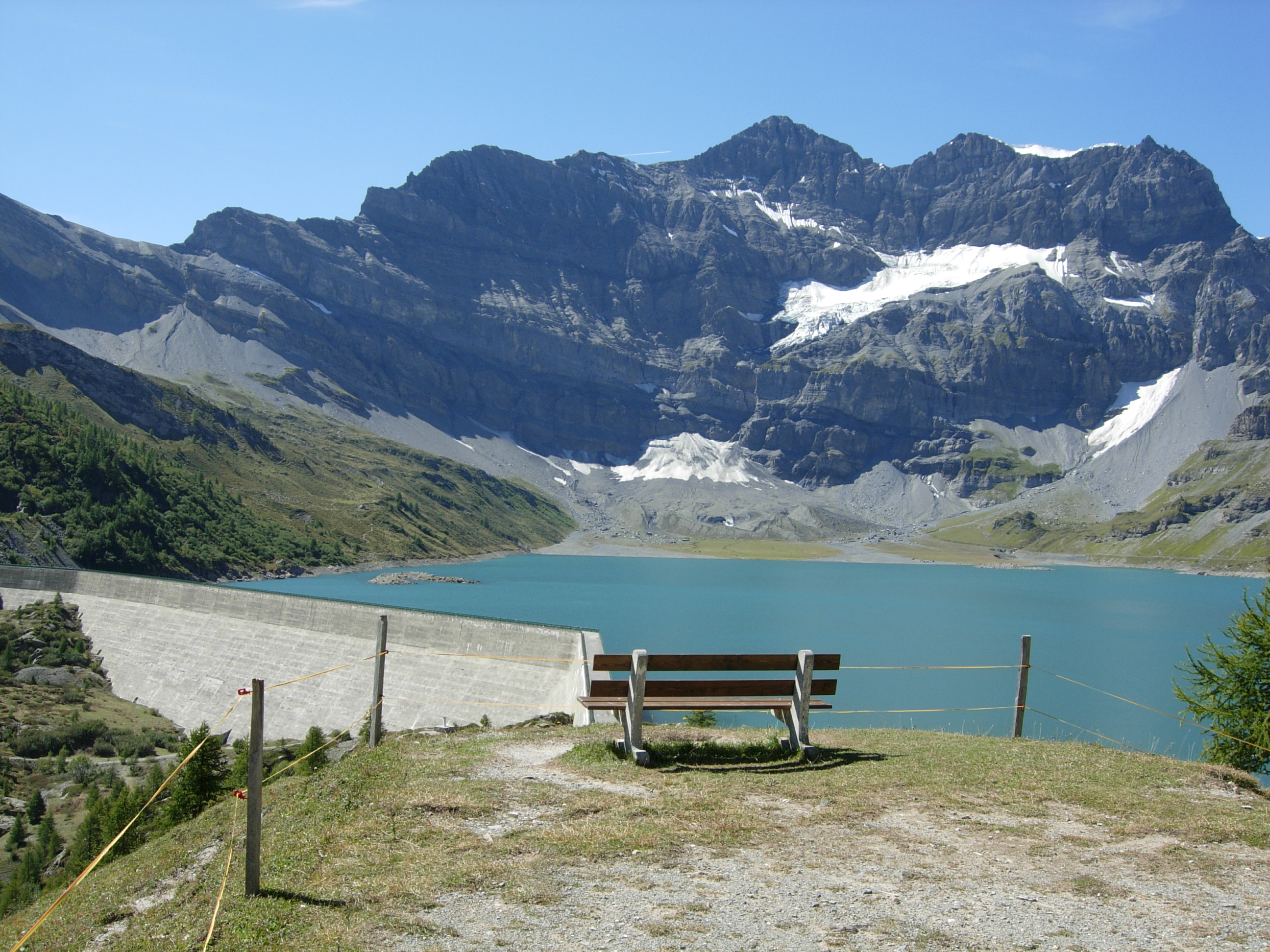